# Iglesia de San Pedro (Beizama)
La iglesia de San Pedro es un inmueble de la localidad española de Beizama, en la provincia de Guipúzcoa.

## Descripción
El edificio se encuentra en la localidad española de Beizama, perteneciente a la provincia de Guipúzcoa, en la comunidad autónoma del País Vasco. Se menciona como iglesia parroquial del lugar en el Diccionario histórico-geográfico-descriptivo de los pueblos, valles, partidos, alcaldías y uniones de Guipúzcoa (1862) de Pablo de Gorosábel, donde aparece descrita con las siguientes palabras:

La [...] iglesia es de la advocacion de San Pedro apóstol, una de las mas antiguas del contorno, segun la tradicion vulgar; la cual se halla servida por un rector y dos beneficiados. La presentacion de la rectoría corresponde al ayuntamiento con un voto y á los propietarios de casas de la misma universidad con el suyo respectivo en votacion singular. La de los dos beneficios antes del último concordato se hacía por la corona en las vacantes de los meses de enero, febrero, abril, mayo, julio, agosto, octubre y noviembre, y por el rector en los otros cuatro.
(Gorosábel, 1862, p. 104)